# St. Laurentius (Unterbrunn)

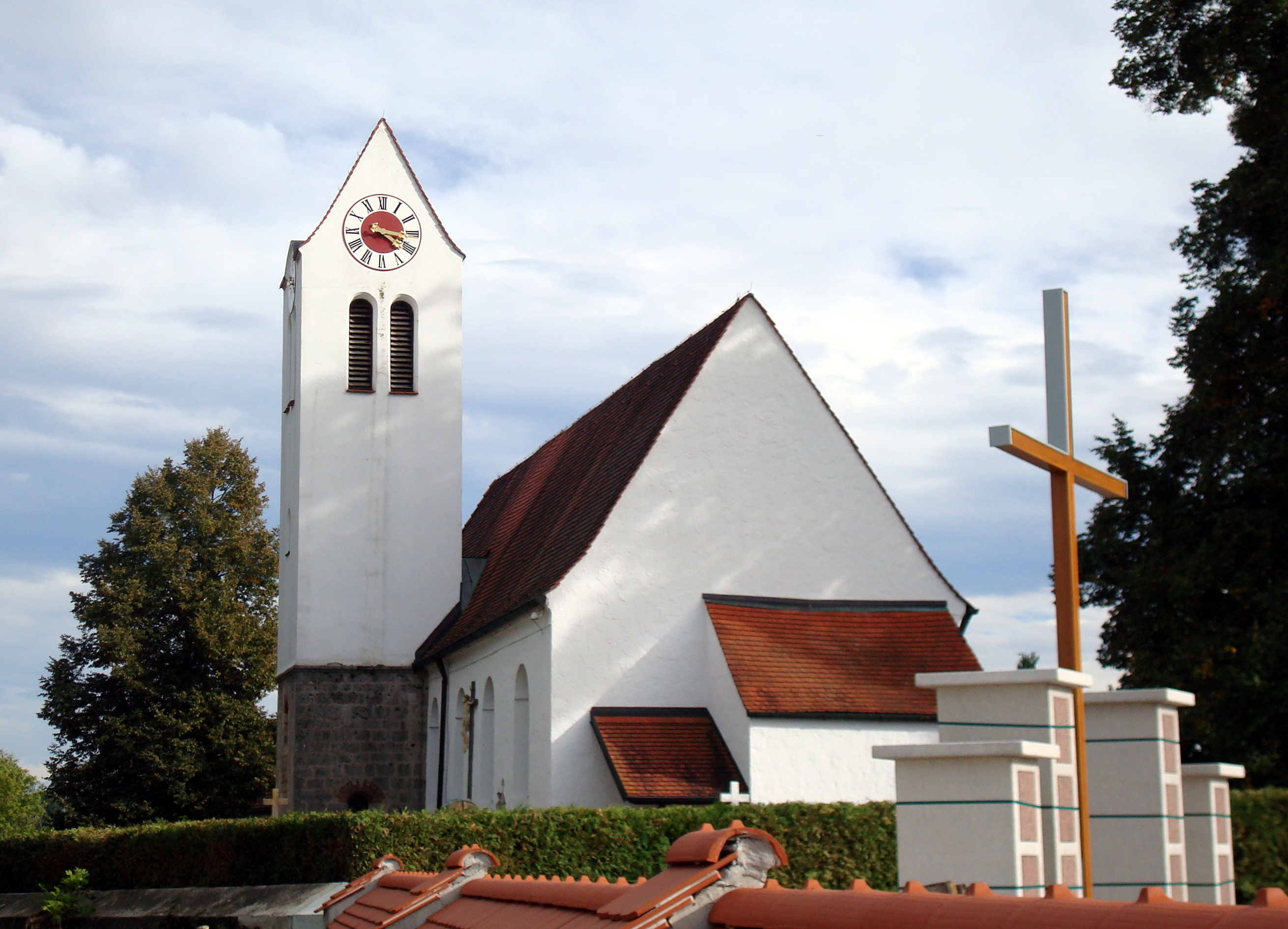
Pfarrkirche St. Laurentius Unterbrunn

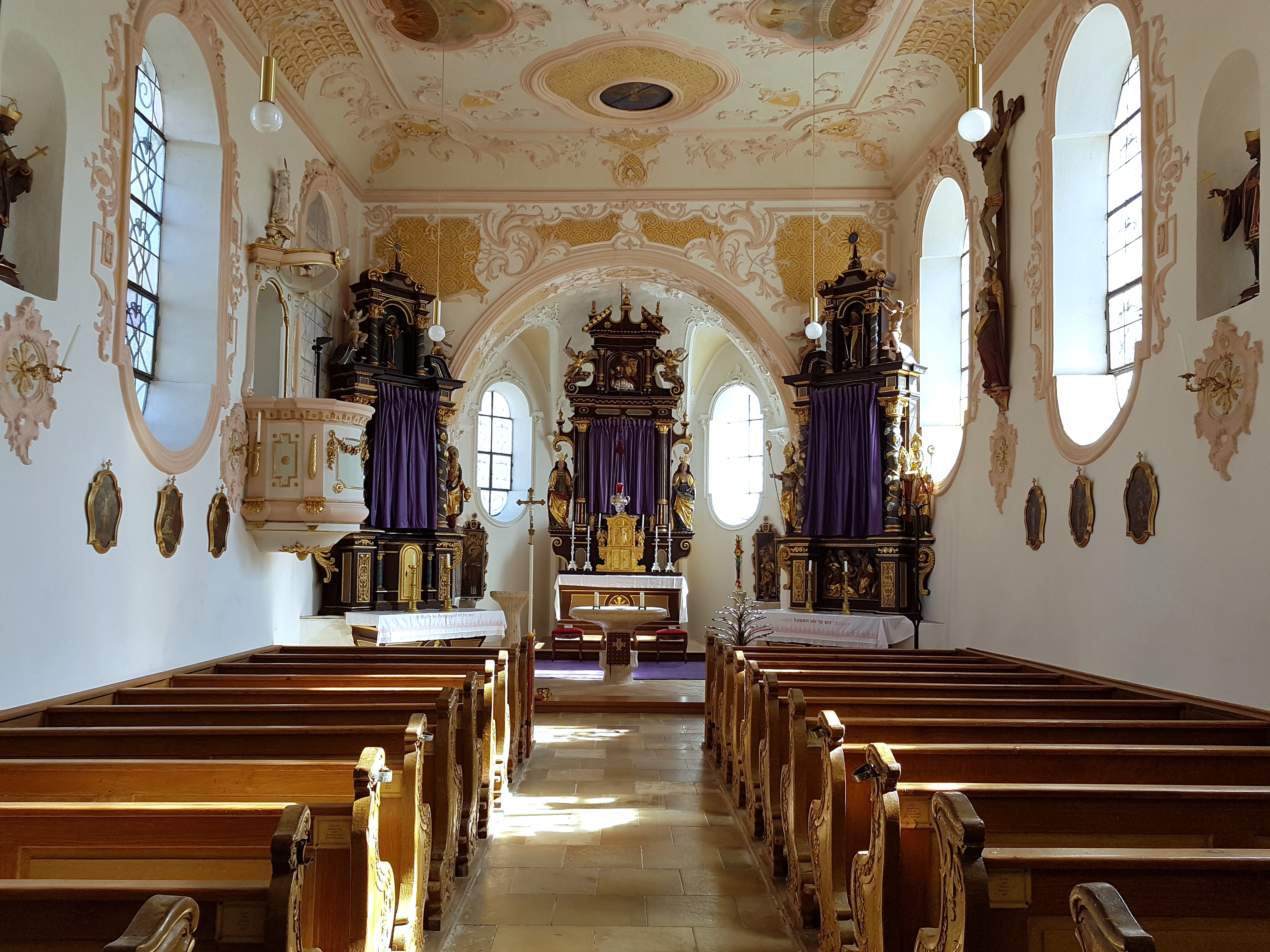
Innenraum

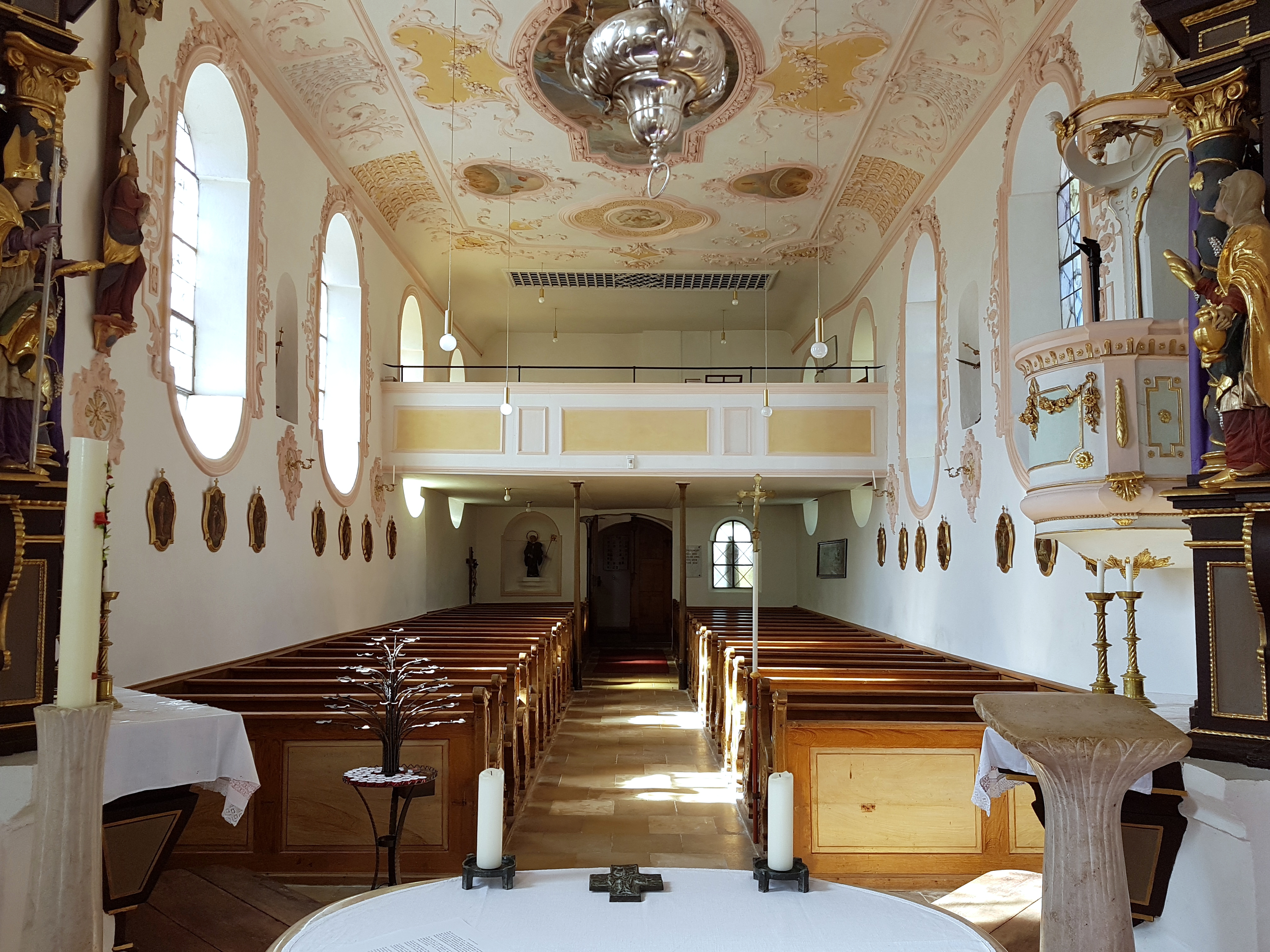
Innenraum mit Blick zur Empore

Die römisch-katholische Pfarrkirche St. Laurentius im oberbayerischen Unterbrunn ist ein spätgotisches Bauwerk in der zum Landkreis Starnberg gehörenden Gemeinde Gauting, das mit seinen Grundmauern aus romanischer Zeit stammt.

## Geschichte
Die Kirche, die zusammen mit dem Ort unter der Grundherrschaft des Klosters Dießen stand, wurde mit dem unteren Mauerwerk des Langhauses im 12./13. Jahrhundert errichtet. Um 1500 wurde das Langhaus erheblich erhöht und ein neuer spätgotischer Chor angebaut.
In den Jahren 1684 und 1862 wurde das Langhaus um jeweils ein Joch verlängert. Zu Ende des 17. Jahrhunderts erhielt die Kirche neue Seitenaltäre in den Formen des frühen Spätbarocks und von 1731 bis 1758 fand eine umfassende Umgestaltung im Stil der späten Régence und des Frührokoko statt, bei der die Fenster die heutige Form erhielten.

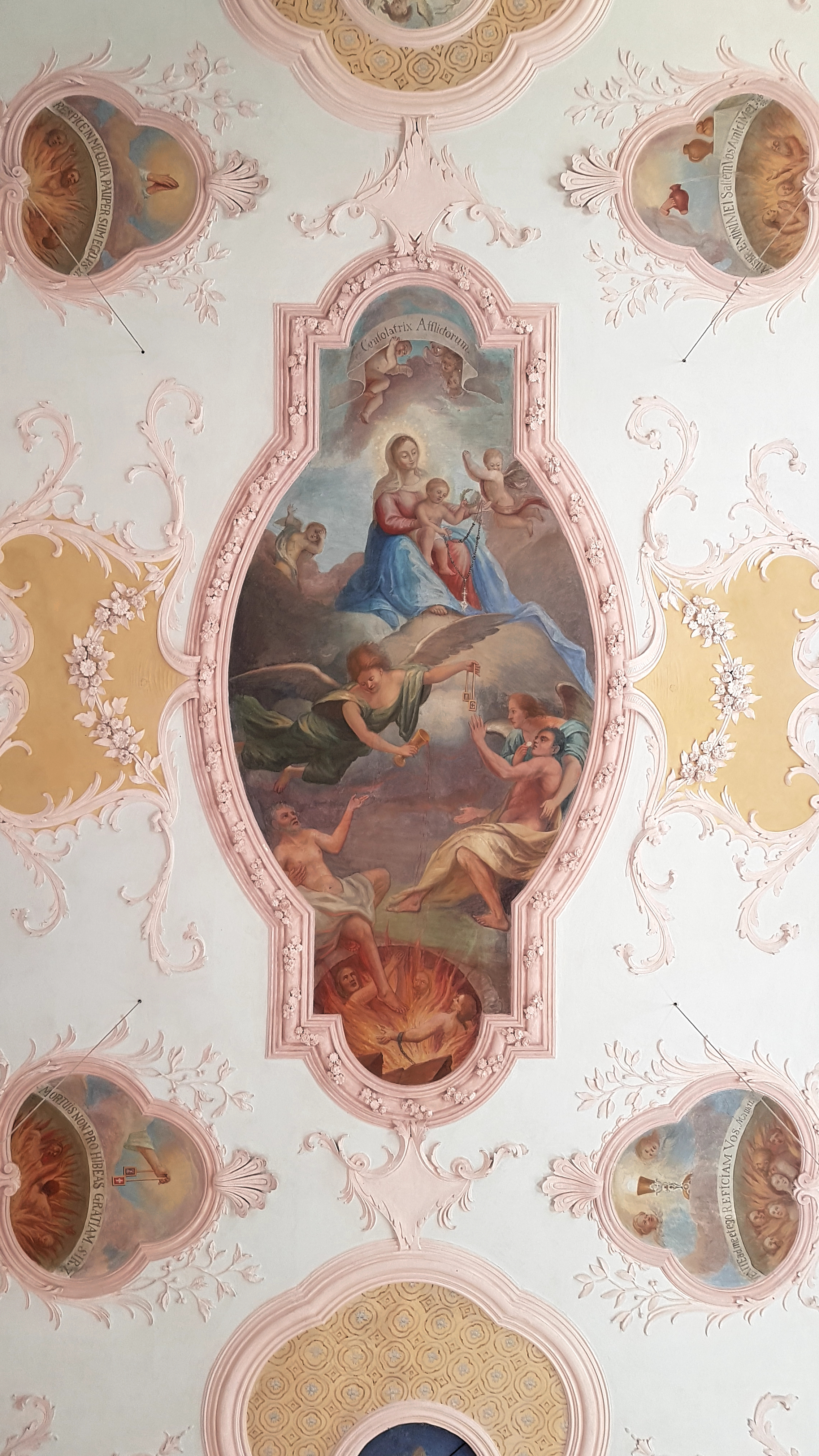
Langhaus-Deckenfresken

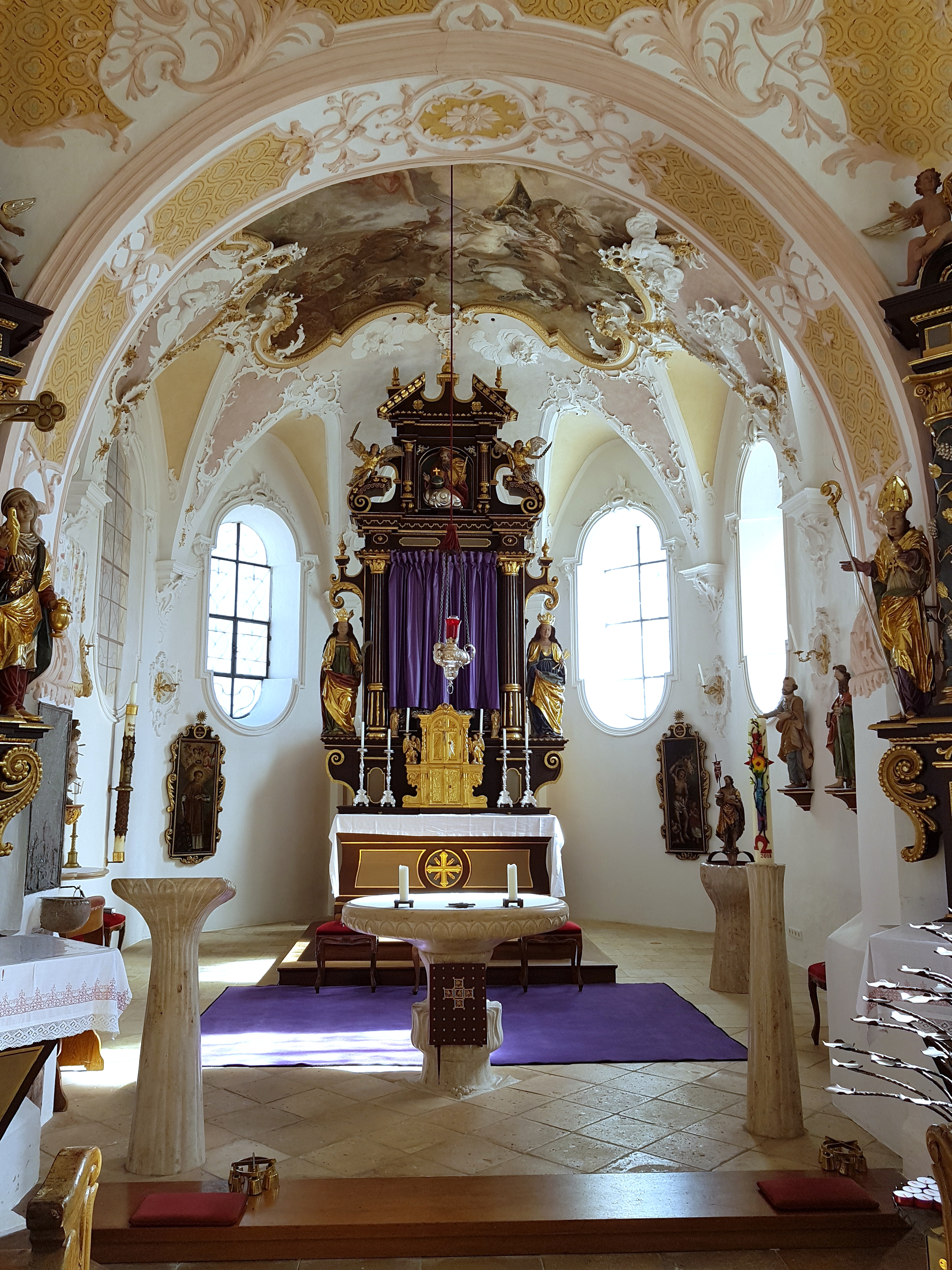
Chor

Im Stil des Neubarock entstand das Hauptfresko im Langhaus. 1862 wurde im Zuge der zweiten Langhausverlängerung der mächtige Westturm abgerissen und ein neuer mit verkleinertem Grundmaß an der Nordseite errichtet. Die letzte Innenrenovierung fand von 2004 bis 2008 statt.

## Architektur
Die Kirche gliedert sich in ein fünfjochiges Langhaus, an dessen Nordosteck der Satteldachturm angebaut ist, über den der Kanzelzugang führt, und einen zweijochigen eingezogenen Chor. Nördlich des Chors schließt sich die Sakristei an und westlich vom Langhaus ist ein Vorzeichen angebaut.
Im Innern ist das Langhaus flachgewölbt, ein reich stuckierter Chorbogen trennt es vom Chor, der ein Stichkappengewölbe und an der Nordseite ein Oratorium vorweist. Die gesamte barocke Kirchenverlängerung nimmt die Empore ein.

## Ausstattung
Der Hochaltar von 1630/40 besitzt spätgotische Figuren um 1500. Im Altarretabel befindet sich eine sitzende Maria Himmelskönigin mit Kind, assistiert von den Heiligen Barbara und Ursula. Im Auszug ist Gottvater auf einer Wolke schwebend dargestellt. Die Seitenwände des Chors besitzen eine reiche Ausstattung an Gemälden und Heiligenfiguren aus Barock und Rokoko.
Der nördliche Seitenaltar von 1690 besitzt eine Pietà (um 1500), die von den Heiligen Elisabeth und Apollonia assistiert wird. Im südlichen Seitenaltar (1690) ist eine Kreuzigungsgruppe mit den Begleitfiguren der Heiligen Dionys und Ulrich. Die gesamte Figurenausstattung der Seitenaltäre stammt, mit Ausnahme der Pietà, von Heinrich Hagn.
Der höfisch geprägte Rokoko-Gewölbestuck (1758) im Chor wurde vom Wessobrunner Johann Baptist Heringer gefertigt, der das Deckenfresko Max Emanuel im Kampf mit den Türken unter dem Schutz der Muttergottes (1758) von Johann Martin Heigl umrahmt. Der etwas frühere Decken- und Chorbogen-Stuck im Langhaus im späten Régencestil stammt von 1741. Das zentrale neubarocke Deckenfresko stellt Maria als Trösterin der Verdammten dar.
Mittig im Langhaus stehen in Wandnischen die Stuckfiguren der Heiligen Johannes Nepomuk und Franz Xaver, die 1731 von Joseph Krinner gefertigt wurden. Die 1770/80 errichtete Kanzel ist ein sehr frühes Beispiel des Klassizismus, ihr gegenüber hängt ein barockes (?) Kruzifix mit einer Mater Dolorosa. Die Kreuzwegbilder gehören der zweiten Hälfte des 19. Jahrhunderts an. Die ehemals reiche Stuckverzierung an der Emporenbrüstung wurde bei der letzten Renovierung durch einfachen Felderstuck ersetzt. An der Nordseite unterhalb der Empore hängt ein Ölgemälde mit einer Fegefeuerdarstellung.

### Orgel
Die Orgel, von der sich nur der Spieltisch auf der Empore befindet, wurde von der Firma Willibald Siemann im Jahr 1913 als Dachbodenorgel gebaut. Die komplette Orgel steht in einer geschlossenen Orgelkammer auf dem Dachboden der Kirche und ist im Gesamten schwellbar, da in die Schallaustritte in der Kirchendecke Schwelljalousien eingebaut sind.

### Grabstein
In die Kirchenmauer eingefügt ist der Rotmarmorgrabstein von 1504 mit dem Ganzkörperrelief des Pfarrers Heinrich Stegmair.